# Calathea peruviana
Calathea peruviana är en strimbladsväxtart som beskrevs av Friedrich August Körnicke. Calathea peruviana ingår i släktet Calathea och familjen strimbladsväxter. Inga underarter finns listade.